# Saison 2013 de l'équipe cycliste Androni Giocattoli-Venezuela
La saison 2013 de l'équipe cycliste Androni Giocattoli-Venezuela est la dix-huitième de cette équipe.

## Bilan de la saison

### Victoires
| Date       | Course                                                   | Pays      | Classe | Vainqueur           |
| ---------- | -------------------------------------------------------- | --------- | ------ | ------------------- |
| 27/01/2013 | 7e étape du Tour de San Luis                             | Argentine | 2.1    | Mattia Gavazzi      |
| 20/03/2013 | 1rea étape de la Semaine internationale Coppi et Bartali | Italie    | 2.1    | Fabio Felline       |
| 29/03/2013 | Route Adélie de Vitré                                    | France    | 1.1    | Alessandro Malaguti |
| 28/04/2013 | Tour de Toscane                                          | Italie    | 1.1    | Mattia Gavazzi      |
| 14/06/2013 | 2e étape du Tour de Slovénie                             | Slovénie  | 2.1    | Fabio Felline       |
| 16/06/2013 | 4e étape de la Route du Sud                              | France    | 2.1    | Marco Frapporti     |
| 07/07/2013 | 8e étape du Tour d'Autriche                              | Autriche  | 2.HC   | Omar Bertazzo       |
| 14/07/2013 | 3eb étape du Sibiu Cycling Tour                          | Roumanie  | 2.1    | Mattia Gavazzi      |
| 21/07/2013 | 3e étape du Tour du Venezuela                            | Venezuela | 2.2    | Mattia Gavazzi      |
| 24/07/2013 | 6e étape du Tour du Venezuela                            | Venezuela | 2.2    | Jackson Rodríguez   |
| 27/07/2013 | 9e étape du Tour du Venezuela                            | Venezuela | 2.2    | Jackson Rodríguez   |
| 28/07/2013 | Classement général du Tour du Venezuela                  | Venezuela | 2.2    | Carlos José Ochoa   |
| 22/09/2013 | Grand Prix de l'industrie et du commerce de Prato        | Italie    | 1.1    | Gianfranco Zilioli  |

### Résultats sur les courses majeures
Les tableaux suivants représentent les résultats de l'équipe dans les principales courses du calendrier international dans lesquelles l'équipe bénéficie d'une invitation (deux des cinq classiques majeures et le Tour d'Italie). Pour chaque épreuve est indiqué le meilleur coureur de l'équipe, son classement ainsi que les accessits glanés par Androni Giocattoli-Venezuela sur les courses de trois semaines.

#### Classiques
| Classique            | Milan-San Remo      | Tour des Flandres | Paris-Roubaix | Liège-Bastogne-Liège | Tour de Lombardie      |
| -------------------- | ------------------- | ----------------- | ------------- | -------------------- | ---------------------- |
| Coureur (classement) | Fabio Felline (55e) | Non invitée       | Non invitée   | Non invitée          | Franco Pellizotti (8e) |

#### Grands tours
| Grand tour           | Tour d'Italie           | Tour de France | Tour d'Espagne |
| -------------------- | ----------------------- | -------------- | -------------- |
| Coureur (classement) | Franco Pellizotti (11e) | Non invitée    | Non invitée    |
| Accessits            | -                       | -              | -              |

### Classements UCI

#### UCI America Tour
L'équipe Androni Giocattoli-Venezuela termine à la dixième place de l'America Tour avec 152 points. Ce total est obtenu par l'addition des points des huit meilleurs coureurs de l'équipe au classement individuel, cependant seuls cinq coureurs sont classés,.
| Rang | Coureur              | Points |
| ---- | -------------------- | ------ |
| 24   | Carlos José Ochoa    | 62     |
| 73   | Jackson Rodríguez    | 34     |
| 114  | Mattia Gavazzi       | 24     |
| 146  | Miguel Ángel Rubiano | 18     |
| 174  | Omar Bertazzo        | 14     |

#### UCI Asia Tour
L'équipe Androni Giocattoli-Venezuela termine à la cinquante-huitième place de l'Asia Tour avec 14 points. Ce total est obtenu par l'addition des points des huit meilleurs coureurs de l'équipe au classement individuel, cependant seuls deux coureurs sont classés,.
| Rang | Coureur           | Points |
| ---- | ----------------- | ------ |
| 258  | Jackson Rodríguez | 7      |
| 258  | Omar Bertazzo     | 7      |

#### UCI Europe Tour
L'équipe Androni Giocattoli-Venezuela termine à la quatrième place de l'Europe Tour avec 1 149,2 points. Ce total est obtenu par l'addition des points des huit meilleurs coureurs de l'équipe au classement individuel,.
| Rang  | Coureur              | Points |
| ----- | -------------------- | ------ |
| 23    | Franco Pellizotti    | 232,4  |
| 28    | Miguel Ángel Rubiano | 192,4  |
| 45    | Mattia Gavazzi       | 163    |
| 75    | Francesco Reda       | 132,5  |
| 84    | Fabio Felline        | 125,4  |
| 89    | Omar Bertazzo        | 122,5  |
| 97    | Alessandro Malaguti  | 117    |
| 227   | Marco Frapporti      | 64     |
| 386   | Antonio Parrinello   | 37     |
| 489   | Diego Rosa           | 27,4   |
| 547   | Emanuele Sella       | 21,4   |
| 672   | Patrick Facchini     | 14     |
| 833   | Riccardo Chiarini    | 9      |
| 918   | Jackson Rodríguez    | 7,4    |
| 1 021 | Matteo Di Serafino   | 5      |
| 1 202 | Tomás Gil            | 0,4    |